# Degajare interzisă

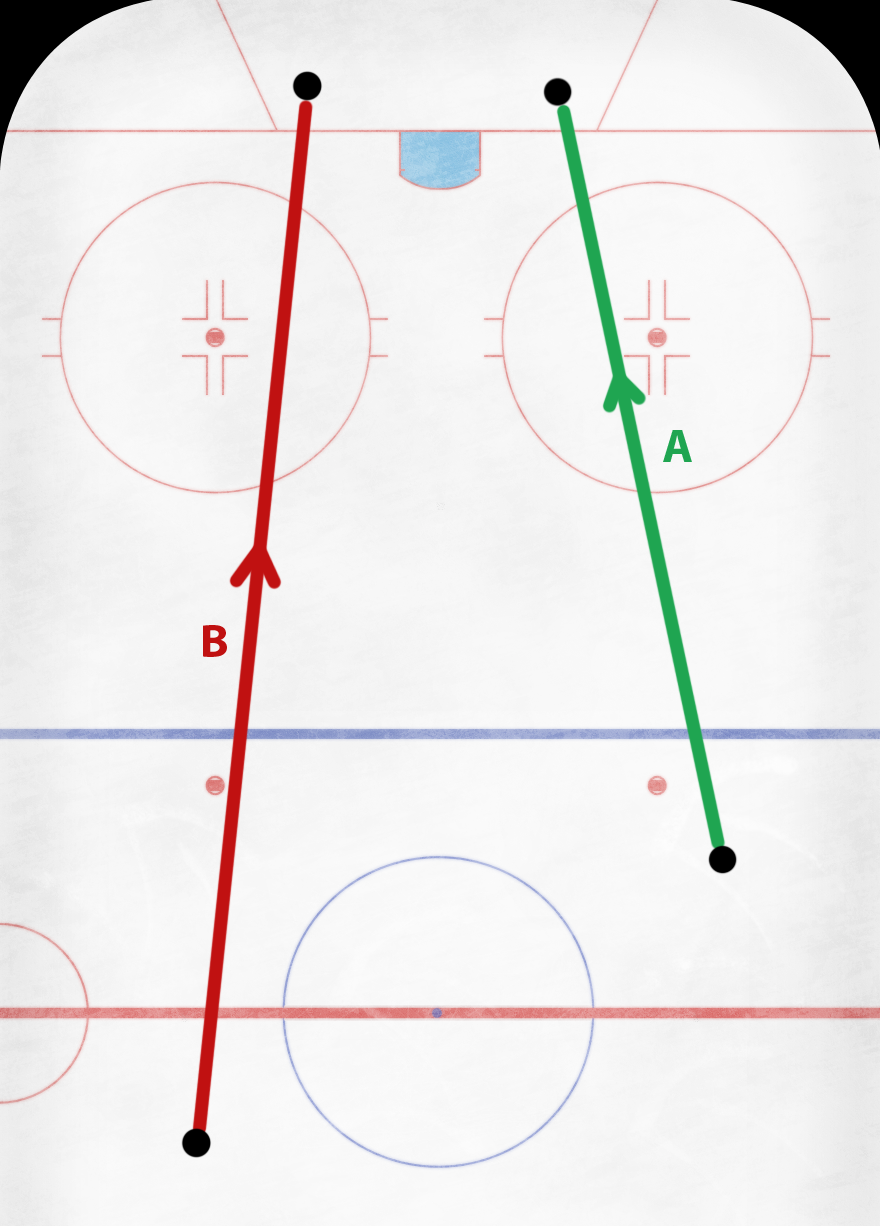
Icing. Situația A - degajare interzisă. Situația B - degajare permisă.

Degajarea interzisă (în engleză icing) este o situație în hochei pe gheață, când pucul, dupa ce a fost trimis de un jucător al echipei care se află în atac, traversează cel puțin 2 linii roșii (ultima din ele fiind linia porții). În acest caz, arbitrul de linie (linesman) va opri jocul, și pucul va fi repus în joc (faceoff) în zona de apărare a echipei care a comis infracțiunea. Există trei forme de degajare interzisă: 1) așa-numită "touch icing", când este nevoie ca un jucător din echipa care se află în apărare (cu excepția portarului) să ajungă primul la puc, altfel jocul fiind lăsat să continue, această formă fiind controversată datorită riscului sporit de accidentare din cauza ciocnirilor dure între jucători; 2) "no-touch icing" (sau degajare înterzisă automată, folosită preponderent in ligile de amatori): jocul este oprit odată ce pucul depășește linia porții; 3) "hybrid icing" (forma hibridă folosită în NHL, AHL, ligile profesionale din Europa, competiții organizate de către IIHF, etc.): jocul este oprit imediat dacă apărătorul ajunge primul la punctul de repunere (faceoff dot), în caz contrar jucătorul echipei ofensive este lăsat să urmărească pucul în încercarea de a-l recupera.
De asemenea, această regulă nu este aplicată în următoarele situații:
1. dacă echipa care a comis degajarea interzisă este în inferioritate numerică (shorthanded).
2. dacă abritrul consideră că echipa care se află în apărare putea să intercepteze pucul înainte ca acesta să treacă de linia porții.
3. dacă degajarea înterzisă a avut loc imediat după repunerea pucului
4. dacă pucul a intrat în poartă
5. dacă portarul, aflându-se în afara zonei portarului, se deplasa în direcția pucului

Această regulă a fost introdusă pentru a preveni situațiile în care jucătorii echipei mai slabe (sau ai acelei echipe care este aproape de victorie spre finalul meciului) încearcă să tragă de timp prin degajarea pucului cât mai departe de propria poartă.